# LV Festival Internacional de Cinema Fantàstic de Catalunya
La LV edició del Sitges Festival Internacional de Cinema de Catalunya (abans, Festival Internacional de Cinema Fantàstic de Sitges) va tenir lloc del 6 al 16 d'octubre de 2022 dirigida per Àngel Sala. El 14 de setembre es va fer públic el programa oficial. S'hi exhibiran un total de 300 pel·lícules a l'Hotel Melià Sitges, al Cine El Retiro i al Cinema Casino Prado. L'eix temàtic d'aquesta edició serà la pel·lícula Tron, que celebra el 40è aniversari i que serà exhibida a l'Auditori del Melià Sitges.
La pel·lícula d'inauguració serà Venus de Jaume Balagueró i la de clausura Bones and All de Luca Guadagnino. La gran guanyadora del certamen fou la finlandesa Sisu, que va guanyar els premis a la millor pel·lícula, al millor actor, a la millor fotografia i a la millor banda sonora.

## Pel·lícules exhibides

### Secció competitiva
- Asombrosa Elisa (Amazing Elisa) de Sadrac González Perellón
- Coupez! de Michel Hazanavicius
- Egō de Hanna Bergholm
- Emily de Frances O'Connor
- Enys Men de Mark Jenkin
- Everything Will Be OK de Rithy Panh
- Flux Gourmet de Peter Strickland
- Fumer fait tousser de Quentin Dupieux
- Huesera de Michelle Garza
- Incroyable mais vrai de Quentin Dupieux
- Irati de Paul Urkijo
- La piedad d'Eduardo Casanova
- La Tour de Guillaume Nicloux
- Les Cinq Diables de Léa Mysius
- Medusa Deluxe de Thomas Hardiman
- Marerittet de Kjersti Helen Rasmussen
- Nightsiren de Tereza Nvotová
- Nocebo de Lorcan Finnegan
- Nos Cérémonies de Simon Rieth
- Pearl de Ti West
- Project Wolf Hunting de Kim Hong-sun
- Resurrection d'Andrew Semans
- Sisu de Jalmari Helander
- Something in the Dirt de Justin Benson i Aaron Moorhead
- Gæsterne de Christian Tafdrup
- Koputus de Max Seeck i Joonas Pajunen
- The Origin de Andrew Cumming
- Tropic de Édouard Salier
- Unicorn Wars d'Alberto Vázquez Rico
- Vesper de Kristina Buožytė i Bruno Samper
- Viejos de Raúl Cerezo i Fernando González
- You Won't Be Alone de Goran Stolevski

### Sitges Clàssics
- Kaidan de Masaki Kobayashi (1963)
- Welt am Draht de Rainer Werner Fassbinder (1973)
- Shaun of the dead d'Edgar Wright (2004)
- Scott Pilgrim vs. The World d'Edgar Wright (2010)
- Tron de Steven Lisberger (1982)
- Dog Soldiers de Neil Marshall (2002)
- Picnic at Hanging Rock de Peter Weir (1975)
- Level Five de Chris Marker (1997)
- Conan el Bàrbar de John Milius
- Verbo d'Eduardo Chapero-Jackson (2011)
- Demonlover d'Olivier Assayas (2002)
- Neptune Frost de Saul Williams i Anisia Uzeyman (2021)
- El páramo de Jaime Osorio Márquez (2011)
- El ser de Sebastià d'Arbó (1982)
- 5 tombe per un medium de Massimo Pupillo (1965)
- Latidos de pánico de Paul Naschy
- El monte de las brujas de Raúl Artigot (1972)

## Jurat
El jurat d'aquesta edició estarà format pel director estatunidenc William Lustig, l'escriptora argentina Mariana Enríquez, el distribuïdor Christophe Mercier (ex vicepresident de Fox Searchlight Europe), l'actriu austríaca Susanne Wuest i Heidi Honeycutt, programadora de The American Cinematheque i cofundadora de l'Etheria Film Night.

## Premis
Els premis d'aquesta edició han estat:
| Categoria                                                               | Premiat                         | Treball                                 |
| ----------------------------------------------------------------------- | ------------------------------- | --------------------------------------- |
| Premi a la millor pel·lícula                                            | Sisu                            | Jalmari Helander                        |
| Premi especial del jurat                                                | Project Wolf Hunting            | Kim Hong-sun                            |
| Premi al millor director Patrocinat per Moritz                          | Ti West                         | Pearl                                   |
| Millor actuació masculina Patrocinat per Vilamòbil                      | Jorma Tommila                   | Sisu                                    |
| Millor actuació femenina Patrocinat per So de Tardor                    | Mia Goth                        | Pearl                                   |
| Premi al millor guió                                                    | Quentin Dupieux                 | Fumer fait tousser Incroyable mais vrai |
| Premi a la millor fotografia Patrocinat per Lavazza                     | Kjell Lagerroos                 | Sisu                                    |
| Premi a la millor banda sonora Patrocinat per Primavera Sound           | Juri Seppä i Tuomas Wäinölä     | Sisu                                    |
| Premi als millors efectes especials patrocinat per Kelontik i Antaviana | Hanna Bergholm                  | Egō                                     |
| Premi als millors efectes especials patrocinat per Kelontik i Antaviana | Paul Urkijo                     | Irati                                   |
| Menció especial efectes especials                                       | Project Wolf Hunting            | Kim Hong-sun                            |
| Premi Noves Visions Millor pel·lícula                                   | Jerk                            | Gisèle Vienne                           |
| Premi Noves Visions Millor direcció                                     | Martika Ramirez Escobar         | Leonor Will Never Die                   |
| Premi Noves Visions. Petit format                                       | Flashback before death          | Rii Ishihara & Hiroyuki Onogawa         |
| Premi de la Crítica José Luis Guarner                                   | Something in the Dirt           | Justin Benson i Aaron Moorhead          |
| Premi Ciutadà Kane a la direcció revelació                              | Michelle Garza                  | Huesera                                 |
| Premi al millor Curtmetratge patrocinat per Fotogramas                  | Matthias Sahli i Immanuel Esser | The Newt Congress,                      |
| Premi Blood Window millor pel·lícula iberoamericana                     | Huesera                         | Michelle Garza                          |
| Premi Méliès d'or al millor llargmetratge                               | Cerdita                         | Carlota Pereda                          |
| Premi Méliès d'or al millor curtmetratge                                | From Beyond                     | Fredrik S. Hana                         |
| Premi Méliès d'argent al millor llargmetratge                           | Nightsiren                      | Tereza Nvotová                          |
| Premi Méliès d'argent al millor curtmetratge                            | La machine d’Alex               | Mael Le Mée                             |
| Premi ORBITA a la millor pel·lícula                                     | H4Z4RD                          | Jonas Govaerts                          |
| Premi Anima’t al millor llargmetratge                                   | La otra forma                   | Diego Guzmán                            |
| Premi Anima’t al millor curtmetratge                                    | Ecorchée                        | Joachim Hérissé                         |
| Premi Carnet Jove al millor llargmetratge fantàstic                     | You Won't Be Alone              | Goran Stolevski                         |
| Premi del Jurat Sitges Documenta                                        | Jurassic punk                   | Scott Leberecht                         |
| Premi SGAE Nova Autoria Millor direcció                                 | Ariadna Pastor                  | Tornar a casa                           |
| Premi SGAE Nova Autoria Millor guió                                     | Ariadna Pastor                  | Tornar a casa                           |
| Premi SGAE Nova Autoria Millor música original                          | Valentín Cremona                | Sweet Side                              |
| Premi Brigadoon Paul Naschy                                             | El semblante                    | Raúl Cerezo y Carlos Mirana             |
| Gran Premi del Públic de la Secció oficial                              | Irati                           | Paul Urkijo                             |
| Millor Pel·lícula Panorama Fantàstic                                    | Deadstream                      | Joseph Winter i Vanessa Winter          |
| Millor Pel·lícula Midnight X-Treme                                      | Sissy                           | Kane Senes i Hannah Barlow              |
| Millor Pel·lícula Focus Àsia                                            | The Roundup                     | Lee Sang-yong                           |
| Premi Nosferatu                                                         | Brigitte Lahaie                 |                                         |
| Premi Maria Honorífica                                                  | Astrid Frank                    |                                         |
| Gran Premi Honorífic                                                    | Colin Arthur Dario Argento      |                                         |
| Premi Màquina del Temps                                                 | Ti West                         |                                         |
| Premi Màquina del Temps                                                 | Quentin Dupieux                 |                                         |